# 唐鼐
唐鼐（1434年—？），字宗器，河南彰德府安陽縣人，民籍。明朝政治人物。進士出身。

## 生平
河南鄉試第十六名。成化八年（1472年）壬辰科會試第七十二名，殿試登進士第三甲第十一名。

## 家族
曾祖父唐遁康，曾任典史。祖父唐公二。父亲唐俊。